# Czas zbrodni
Czas zbrodni lub Kronika kryminalna (ang. Crimetime) – brytyjski thriller z 1996 roku napisany przez Brendana Somersa i wyreżyserowany przez George'a Sluizera. Wyprodukowany przez Arts Council of England, Focus Films, National Lottery i Programme MEDIA de la Communauté Européenne.
Premiera filmu miała miejsce w sierpniu 1996 w Stanach Zjednoczonych oraz 29 listopada w Wielkiej Brytanii.

## Opis fabuły
Akcja filmu rozgrywa się w Londynie. Bezrobotny aktor, Bobby Mahon (Stephen Baldwin), zostaje zaangażowany do telewizyjnego programu kryminalnego o nieuchwytnym seryjnym mordercy kobiet. Wciela się w postać zabójcy w rekonstruowanych scenach z miejsca przestępstwa. Aby jak najlepiej odegrać rolę, aktor próbuje zgłębić psychikę mordercy i sposób jego myślenia.

## Obsada
- Stephen Baldwin jako Bobby Mahon
- Pete Postlethwaite jako Sidney
- Sadie Frost jako Val
- Geraldine Chaplin jako Thelma
- Karen Black jako Millicent
- James Faulkner jako Crowley
- Philip Davis jako Simon
- Emma Roberts jako Linda
- Anne Lambton jako Madeleine
- Suzanne Bertish jako Lady Macbeth
- Stephanie Buttle jako Terry
- Caroline Langrishe jako Jenny Lamb

i inni